# Biggadevanahalli, Chikmagalur
Biggadevanahalli là một làng thuộc tehsil Chikmagalur, huyện Chikmagalur, bang Karnataka, Ấn Độ.